# グレイ・ガーデンズ (ミュージカル)
『グレイ・ガーデンズ』（grey gardens）は、ジョン・F・ケネディの妻ジャクリーンの叔母ビッグ・イディとその娘リトル・イディを描いたミュージカルである。同名のドキュメンタリー映画に基づく。
2006年春にオフブロードウェイでオープン、同年秋にブロードウェイ入りし、2007年のトニー賞では10部門にノミネートされた。

## 日本での公演
2009年11月7日 - 12月6日、シアタークリエ
- 台本：ダグ・ライト、音楽：スコット・フランケル、作詞：マイケル・コリー
- 演出：宮本亜門
- 翻訳：常田景子、訳詞：中條純子

### キャスト
- イーディス・ブーヴィエ・ビール（1幕）、リトル・イディ（2幕）：大竹しのぶ
- イーディス・ブーヴィエ・ビール（2幕）：草笛光子
- リトル・イディ（1幕）：彩乃かなみ
- ジョセフ・P・ケネディ・Jr（1幕）、ジェリー（2幕）：川久保拓司
- ブルックス・シニア（1幕）、ブルックス・ジュニア（2幕）：デイビッド矢野
- ジョージ・グールド：吉野圭吾
- J・V・ブーヴィエ少佐：光枝明彦
- ジャクリーン・ブーヴィエ：大久保胡桃・黒沢ともよ（ダブルキャスト）
- リー・ブーヴィエ：藤崎花音・大下夕華（ダブルキャスト）